# Petr Drobisz
Petr Drobisz (Třinec, 14 luglio 1976) è un allenatore di calcio ed ex calciatore ceco, di ruolo portiere, preparatore dei portieri della primavera dello Slovácko.

## Palmarès

### Club

#### Competizioni nazionali
- Coppa della Repubblica Ceca: 1

Sigma Olomouc: 2011-2012